# 京子・ひろしのサタデーミュージックドライブ
京子・ひろしのサタデーミュージックドライブ（きょうこ・ひろしのサタデーミュージックドライブ）は、朝日放送ラジオ（ABCラジオ）で2006年4月から2010年3月まで毎週土曜日の午後に放送されていた音楽番組である。
フリーアナウンサーの阿部京子と5弦バンジョー奏者の吉崎ひろしが、心地よい音楽とドライブ情報を織り交ぜて送る30分間。
番組提供はトヨタカローラ姫路で、番組中にはトヨタカローラ姫路の各営業所から耳寄りな情報もリポートされる。

## 出演者
- 阿部京子
- 吉崎ひろし

| ABCラジオ 土曜日13時台                                     | ABCラジオ 土曜日13時台                     | ABCラジオ 土曜日13時台 |
| 前番組                                                     | 番組名                                     | 次番組                 |
| ---------------------------------------------------------- | ------------------------------------------ | ---------------------- |
| 柴田博のまっぴるま王子! ナベ・とものチアーズランド(枠移動) | 京子・ひろしのサタデーミュージックドライブ | -                      |